# Olive (gruppo musicale)
Gli Olive sono un gruppo musicale britannico trip hop, composto dal produttore, strumentista e compositore Tim Kellett (ex membro dei Simply Red), dal produttore e tastierista Robin Taylor-Firth (ex membro dei Nightmares on Wax) e dalla cantante Ruth-Ann Boyle.

## Carriera
Tim Kellett e Robin Taylor-Firth si conobbero nei primi anni novanta, ed a loro si unì Ruth-Ann Boyle nel 1994, e dopo aver registrato tre demo, il trio fu contattato da diverse etichette discografiche ma accettarono il contratto della RCA nel settembre 1995. La realizzazione del primo album del gruppo, Extra Virgin si concluse nel gennaio 1996. Il primo singolo da esso estratto, You're Not Alone, fu pubblicato nell'agosto 1996. Il brano ci mise un anno a catturare l'attenzione del pubblico britannico, ma alla fine raggiunse la vetta dei singoli più venduti nel 1997, dopo la pubblicazione di una nuova versione remix, che vendette oltre 500 000 copie. Successivamente il brano entrò anche nella statunitense Billboard Hot 100 ed in varie classifiche in Europa e Australia. In seguito al successo ottenuto da You're Not Alone, l'album Extra Virgin fu ripubblicato insieme ad un album di remix a cui collaborarono Monkey Mafia, Roni Size, Paul Oakenfold e Steve Osborne.
Robin Taylor-Firth lasciò poco dopo il gruppo per potersi concentrare sui Nightmares on Wax e per avviare nuovi progetti come i Sub Machena, i BudNubac ed i Piano Segundo, e gli Olive si ridussero ad un duo e contemporaneamente persero il supporto della RCA. In compenso il gruppo ottenne un nuovo contratto con la Maverick Records di Madonna, che aveva assistito ad un concerto del gruppo in Germania. Nel 2000 viene pubblicato il secondo disco del gruppo Trickle, il cui singolo più famoso è I'm Not in Love, cover di un brano di 10cc. Il singolo raggiunge la vetta della classifica Billboard Hot Dance Music/Club Play, e viene incluso nella colonna sonora del film Sai che c'è di nuovo?.
In seguito gli Olive hanno diradato la propria attività, anche per via degli impegni dei due componenti: Ruth-Ann Boyle è entrata a far parte degli Enigma, mentre Kellett è diventato principalmente autore per altri cantanti. Nell'autunno 2009, contemporaneamente alla pubblicazione di una cover di You're Not Alone da parte di Tinchy Stryder il sito internet Digital Spy ha annunciato che gli Olive stanno lavorando al loro terzo album, previsto per il 2010.

## Discografia

### Album
- 1996 - Extra Virgin
- 2000 - Trickle

### Singoli
- 1996 - Miracle
- 1996 - You're Not Alone
- 1997 - Outlaw
- 2000 - I'm Not In Love